# Superkvadrik
Superkvadrik (tudi superkvadratik) je v matematiki družina geometrijskih oblik, ki so definirane z obrazci, ki spominjajo na elipsoide in kvadrike. Od njih se razlikujejo v tem, da so operacije kvadriranja nadomeščene s poljubno potenco. Lahko se jih obravnava kot trirazsežne sorodnike Laméjevih krivulj (superelipse).
Superkvadriki vključujejo mnogo oblik, ki so podobne kockam, oktaedrom, valjem, karom in vretenom. Vsi pa imajo zaobljene ali pa tudi ostre robove. Ker so precej enostavni, so zelo uporabni pri geometrijskem modeliranju (računalniška grafika).

## Definicija

### Implicitna enačba
Osnovni superkvadrik se opiše z enačbo:
{\displaystyle \left|x\right|^{r}+\left|y\right|^{s}+\left|z\right|^{t}=1\!\,,}
kjer so:
- {\displaystyle r,s,t\,} realna števila, ki določajo obliko in glavne značilnosti superkvadrika.

Odvisnost značilnosti in oblike superkvadrika od realnih števil {\displaystyle r,s,t\,} je:
- manjši od 1: koničast oktaeder z vbočenimi (konkavnimi) ploskvami in ostrimi robovi
- točno 1: pravilni oktaeder
- med 1 in 2: oktaeder z izbočenimi (konveksnimi) ploskvami in s topimi robovi
- točno 2: sfera
- večji od 2: kocka z zaobljenimi robovi
- neskončni: kocka

### Parametrična oblika
Parametrične enačbe s parametroma {\displaystyle u\,} in {\displaystyle v\,}:
{\displaystyle {\begin{aligned}x(u,v)&{}=Ac\left(v,{\frac {2}{r}}\right)c\left(u,{\frac {2}{r}}\right)\\y(u,v)&{}=Bc\left(v,{\frac {2}{s}}\right)s\left(u,{\frac {2}{s}}\right)\\z(u,v)&{}=Cs\left(v,{\frac {2}{t}}\right)\\&-{\frac {\pi }{2}}\leq v\leq {\frac {\pi }{2}},\quad -\pi \leq u<\pi \!\,,\end{aligned}}}
kjer sta pomožni funkciji:
{\displaystyle {\begin{aligned}c(\omega ,m)&{}=\operatorname {sgn}(\cos \omega )|\cos \omega |^{m}\\s(\omega ,m)&{}=\operatorname {sgn}(\sin \omega )|\sin \omega |^{m}\!\,\end{aligned}}}
in funkcija predznaka {\displaystyle \operatorname {sgn}(x)\,}:
{\displaystyle \operatorname {sgn}(x)={\begin{cases}-1;&x<0\\0;&x=0\\+1;&x>0.\end{cases}}}